# Camapuã
Camapuã es un municipio brasileño ubicado en el centro norte del estado de Mato Grosso do Sul, fue fundado en 1948.
Situado a una altitud de 409 m s. n. m., su población según los datos del IBGE para 2009 es de 13.532 habitantes, la superficie es de 10.758 km².
Dista de 134 kilómetros de la capital estatal Campo Grande.